# 曹準好
曹準好（チョ・ジュノ、朝: 조준호、英: Cho Jun-Ho、 1988年12月16日- ）は、韓国・釜山出身の柔道選手。階級は66 kg級。身長165 cm。双子の弟である曹準銜(チョ・ジュニョン)も柔道選手として国内の大会で優勝するなど一定の活躍をしている。

## 人物
龍仁大学校出身。
2010年の世界柔道団体選手権大会では3位となった。2011年のアジア選手権の個人戦では準決勝で森下純平に敗れて3位だったものの、団体戦では優勝を飾った。続く世界選手権では準々決勝で海老沼匡に有効2つと指導2を取られて敗れたが、その後の3位決定戦でスロベニアのロク・ドラクシッチを袖釣込腰で破って3位となった。2012年ロンドンオリンピック代表選考会では北京オリンピック60 kg級金メダリストの崔敏浩を下し、代表に選出された。
2012年7月のロンドンオリンピックでは準々決勝で海老沼と対戦すると、内股を掛けた際に手を着いた寝姿勢から腕挫腋固を仕掛けるが逃れられる。一方で立ち姿勢から掛けて倒れ込んだ行為をした反則ではないかとの声も上がった。GSに入ってから小内刈で有効ポイントを取られるもビデオ判定で取り消しとなった。結果として旗判定にもつれ込み、一旦は曹に旗が上がるもののビデオ判定を担当するジュリーからの指摘で判定がやり直されて、今度は海老沼の方に旗が上がったことにより敗れた。その後、敗者復活戦を勝ち上がり銅メダルを獲得した。また、前代未聞の旗判定やり直しに加え、必要以上に審判の判定に干渉するジュリーの存在に疑問の声も上がった。。
2013年の世界選手権では3回戦で福岡政章に技ありで敗れた。

## 主な戦績
- 2008年 - 韓国国際 3位
- 2009年 - ワールドカップ・スウォン 優勝
- 2009年 - 東アジア大会 3位
- 2010年 - 東アジア選手権 3位
- 2010年 - ワールドカップ・ローマ 優勝
- 2010年 - 世界柔道団体選手権大会 3位
- 2010年 - ワールドカップ・スウォン 2位
- 2011年 - グランプリ・デュッセルドルフ 2位
- 2011年 - アジア選手権 個人戦 3位 団体戦 優勝
- 2011年 - グランドスラム・モスクワ 3位
- 2011年 - 世界選手権 3位
- 2011年 - ワールドカップ・ウランバートル 3位
- 2011年 - グランプリ・アブダビ 2位
- 2011年 - ワールドカップ・チェジュ 優勝
- 2012年 - グランドスラム・パリ 2位
- 2012年 - ワールドカップ・オーヴァーバルト 3位
- 2012年 - ロンドンオリンピック 3位

(出典、JudoInside.com)。

## 出演映像
- 青春不敗2 #38 - YouTube[9]

共演 鄭勲、金宰範、宋大南、ヒョヨン（少女時代）、ジヨン (KARA) 、ボラ (SISTAR) 、スジ (Miss A) 、イェウォン（ジュエリー)他